# Секе
Секе (кечуа siq'i, исп. seques) — система ритуальных путей или воображаемых векторов, исходивших из храма Кориканча в Куско во все стороны империи Инков к священным местам — уакам. Каждая из четырёх провинций империи включала 9 линий, кроме Кунтисуйу, в которой было 14 или 15. Таким образом, в общей сложности известно 41 или 42 направления.
Линии были тесно связаны не только с географией, но также и с астрономией и социумом, поскольку уаки могли соединяться в представлении андских народов с астрономическими объектами; а также с социальными группами. В основном это были линии, связанные с «паломничеством».
Время у инков до такой степени являло собой единение с пространством, занятым человеком, что «ceques», линии, выходившие из центра Инкского мира, города Куско, позволяли определить не только социальные группы и 328 уака, помечающих ритуальный календарь Инков из 328 дней, но также некоторые из них считались астрономическими обсерваториями, указывающих место некоторых знаменательных солнечных и лунных позиций.

## История и определение понятия
В первых словарях языка кечуа (Диего Гонсалес Ольгин, 1608) слово Секе встречается в таких значениях:
- Muyu ceque. — Полосатый круг или расчерченный круг.
- Ceqque или Ceque. — Линия, граница.
- Ceqqueni или Cequeni. — Проводить линии, размежевывать.
- Ceqquena. — Инструмент для проведения линий.
- Ceqquescca или Cequescca. — Вещь в полоску.
- Cequercarini. — Проводить много линий.
- Allpa tupuk apu, или cequek apu. — Тот, кто измеряет или разделяет земли.
- Ricchayta quellccaypac yachachicuni, или cequercarini. — Рисовать образ.

В современном кечуа (runa simi) слово передаётся как siq’i ед.ч. и siq’ikuna мн.ч. — линия, ряд, черта (в значении Siq’i llumpa — «письменность»); в испанском идет как ceque в ед.ч. и ceques во мн.ч.; какое из написаний образовалось позже — неизвестно, поскольку первыми в научный оборот ввели испанские и перуанские историки и хронисты (XVI—XVII века).

## Список направляющих линий города Куско
В столице Куско существовало 40 линий, соединявшихся с 328 священными местами — уаками.
Всего в Империи Инков, согласно Докладу короля Испании, составленного губернатором Франсиско де Борха 8 апреля 1615 года, у индейцев Перу было 10422 идола, из них 1365 мумий, и некоторые являлись основателями их родов, племён и селений. То есть фактически каждая вака соединялась с другими с помощью линий секе, но в неизвестных комбинациях, поскольку данные о такой топографической системе сохранились только для столицы империи. В случае с Куско на каждую линию секе приходится около 12 % вак, и потому, гипотетически, общее количество линий в Империи могло равняться примерно 1250.
Линии были как прямые, так и зигзагообразные, но шли они параллельно, по сути это была система организации похожая на огромное кипу., накрывавшего своими нитями и узлами весь город Куско.
Линии имели свои названия и за каждой был закреплён определённый род Инков или социальная группа, которые заботились о ней: совершали жертвоприношения вакам и устраивали торжества и произносили молитвы в предназначенные для этого дни.
Некоторые ваки были астрономическими обсерваториями., ориентированные чётко по точкам горизонта, по которым инки регистрировали восход-заход солнца и звёзд.
Секе в Тавантинсуйу делились на четыре части, расходясь по сторонам Света и главным провинциям (Чинчайсуйу, Антисуйу, Кольасуйу, Кунтисуйу), соединяясь с ваками:
- В Чинчайсуйу (9 секе, 85 вак):
  - 1 Cayao — род Goacaytaqui
  - 2 Payan — род Vicaquirao
  - 3 Collana
  - 4 Payan
  - 5 Cayao — род Inacapanaca
  - 6 Collana
  - 7 Callao — род Capacayllo
  - 8 Payan
  - 9 Cápac
- В Антисуйу (9 секе, 78 вак)
  - 1 Collana — род Zubzupañacaayllu
  - 2 Payan
  - 3 Cayao
  - 4 Collana — род Aucailli panaca
  - 5 Payan
  - 6 Cayao
  - 7 Yacanora
  - 8 Ayarmaca
  - 9 Cayao — род Cari
- В Кольасуйу (9 секе, 85 вак)
  - 1 Cayao — род Aquiniaylla
  - 2 Payan — род Haguayni
  - 3 Collana
  - 4 Cayao — род Apumayta
  - 5 Payan
  - 6 Collana
  - 7 Cayao — род Uscamayta
  - 8 Payan
  - 9 Collana
- В Кунтисуйу (14 секе, 80 вак)
  - 1 Anaguarque
  - 2 Cayao — род Quisco
  - 3 Collana
  - 4 Payan
  - 5 Cayao — род Chimapanaca
  - 6 Payan
  - 7 Coyana
  - 8 1) Callao и 2) Collana
  - 9 Callao
  - 10 Payan
  - 11 Collana
  - 12 Cayao
  - 13 Cayao
  - 14 Collana

## Секе каждого селения
Как указывал в своём докладе «Relación de los fundamentos acerca del notable daño que resulta de no guardar a los indios sus fueros» (1571) испанский чиновник Поло де Ондегардо в каждом селении империи Инков были свои линии «секе», которые помечали все наиболее важные места и ваки, и чтобы удостовериться в этом он попросил, чтобы индейцы разных селений нарисовали ему эти линии на бумаге, что они и сделали. Видимо, эти местные линии связывались между собой и с центром государства — Куско. Наиболее подробно Поло де Ондегардо описал топографическую систему секе в докладе «La relación de los adoratorios de los indios en los cuatro ceques» (1561).